# 宋淑信
宋淑信，河南省開封府禹州人，清朝政治人物、進士出身。
光緒六年（1880年），参加庚辰科殿試，登進士二甲第121名。同年五月，著分部學習。